# Plantación Isabela

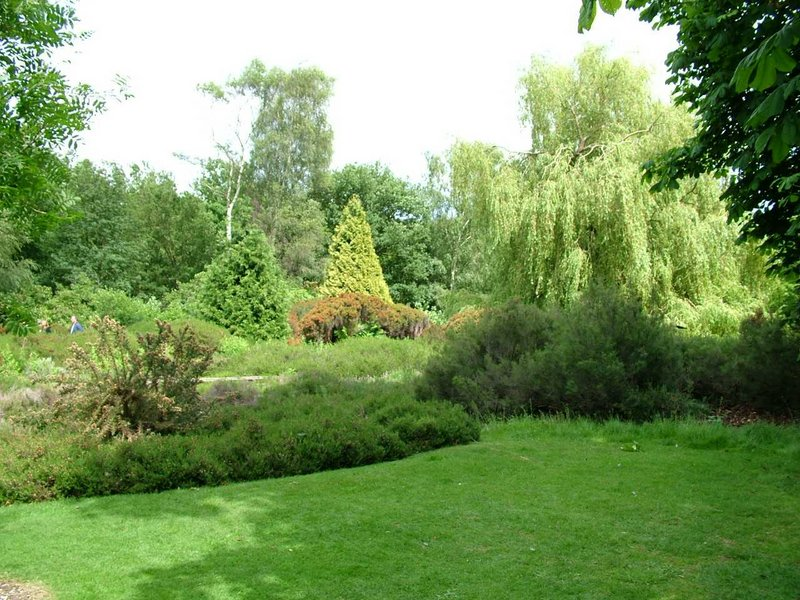
Plantación Isabela en el Parque Richmond.

La Plantación isabela (llamada en inglés Isabella Plantation) es un jardín arbolado situado dentro del Parque Richmond, en Londres, Inglaterra. Esta plantación alberga una colección de azaleas e incluye la Colección Nacional de 50 variedades de azalea japonesas introducidas en occidente alrededor del año 1920 por el famoso colector de plantas Ernest Wilson, además de 50 especies distintas de la familia rhododendron y unos 120 híbridos. La creación del jardín llevó unos 4 años de trabajo continuo antes de abrirse al público.